# هایلازلی (یومورتالیک)
هایلازلی (به ترکی استانبولی: Haylazlı) یک منطقهٔ مسکونی در ترکیه است که در یومارتالیک واقع شده‌است.